# Château de glace de Kemi

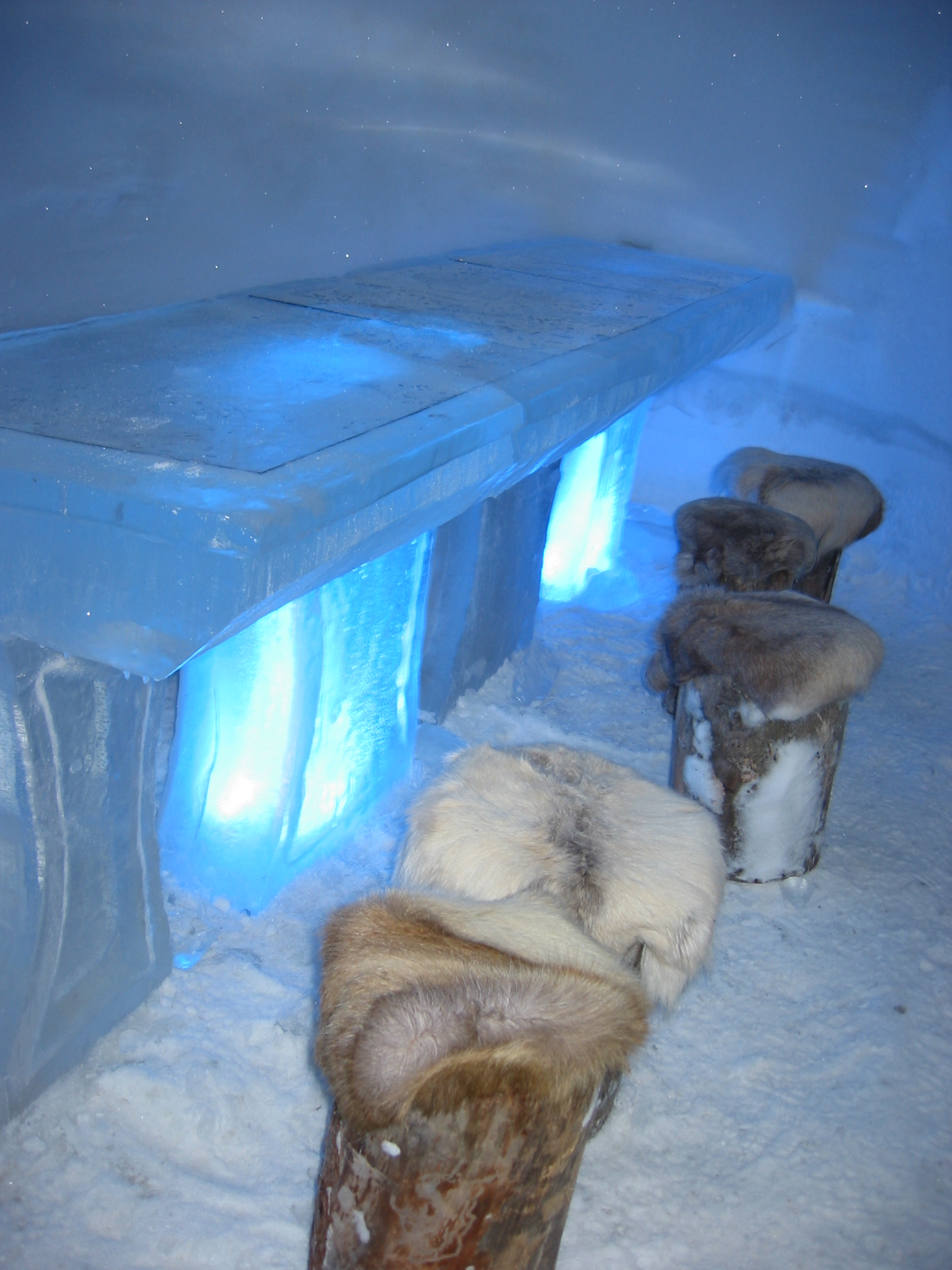
Snow Restaurant

Le Château de glace de Kemi (finnois : Kemin lumilinna) est un château de glace (en) construit chaque hiver à Kemi en Finlande.

## Description
Construit chaque année avec une architecture différente depuis 1996, c'est le plus grand château de glace (en) au monde.
En 1996, il a attiré 300 000 visiteurs.
Malgré son architecture différente d'une année à l'autre il a toujours: une chapelle, un restaurant et un hôtel.

## Les thèmes annuels
- 2006: Vent
- 2007: Mer
- 2008: Voyage
- 2009: Design
- 2010: Nationalisme romantique
- 2011: Bande dessinée
- 2012: Sport
- 2013: Fantasy
- 2014: Secrets de la mer
- 2015: Finnicité
- 2016: Château médiéval
- 2017: Château de glace — Finlande 100
- 2018: Animaux de la forêt
- 2019: Château fantôme
- 2020: Un regard vers le futur (château de glace 25 ans)

## Galerie

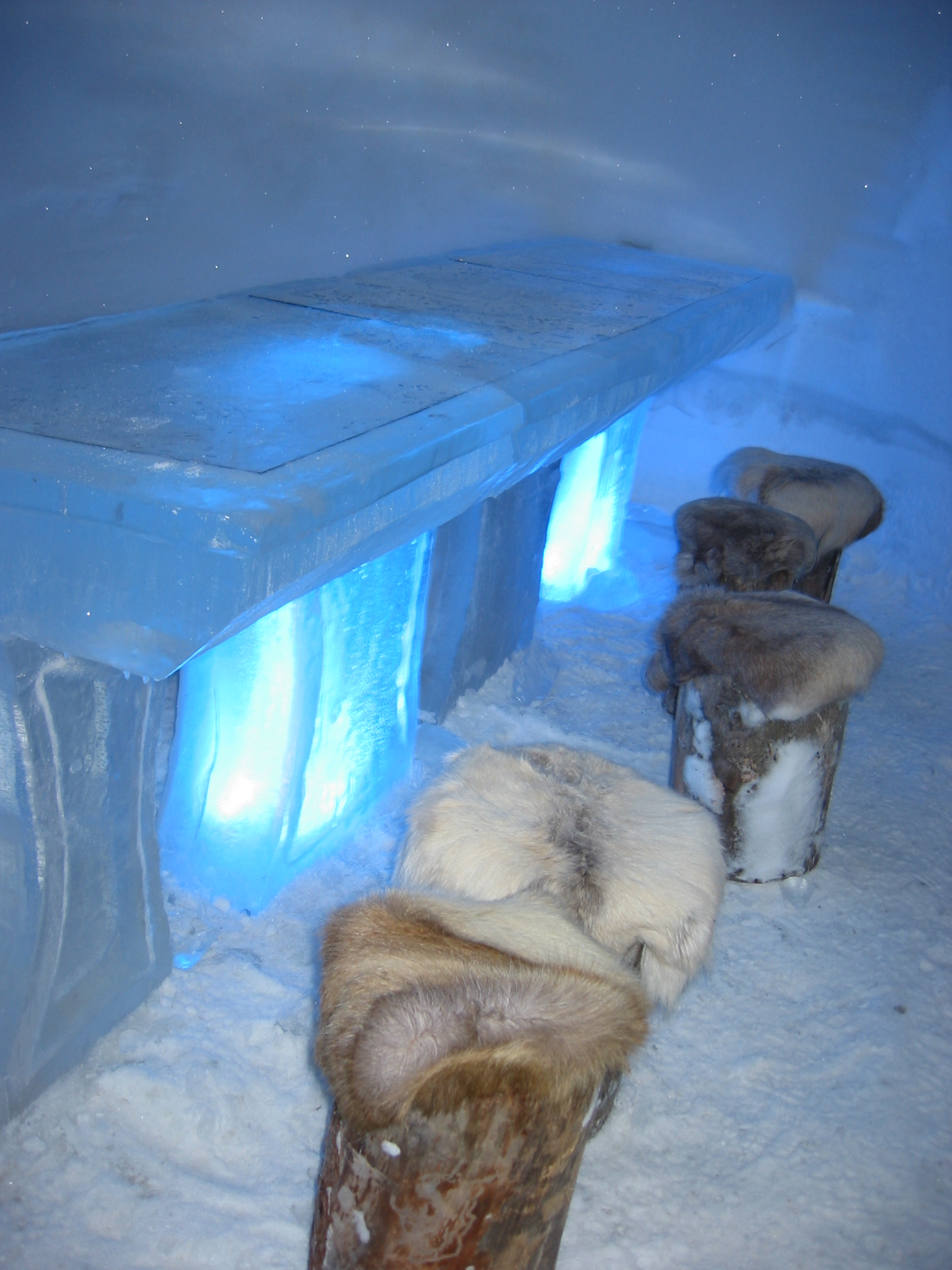
Le restaurant.
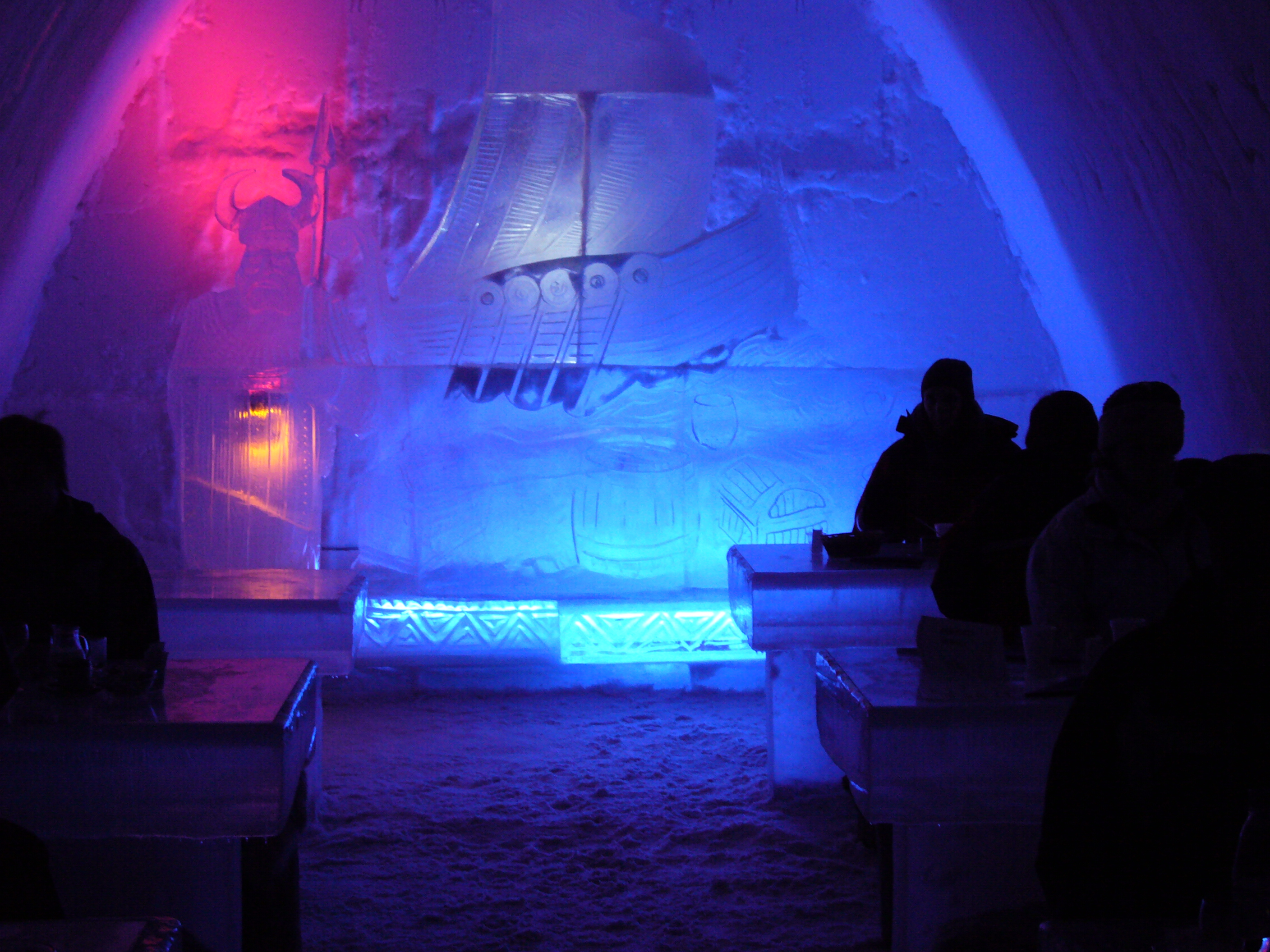
Le bar.
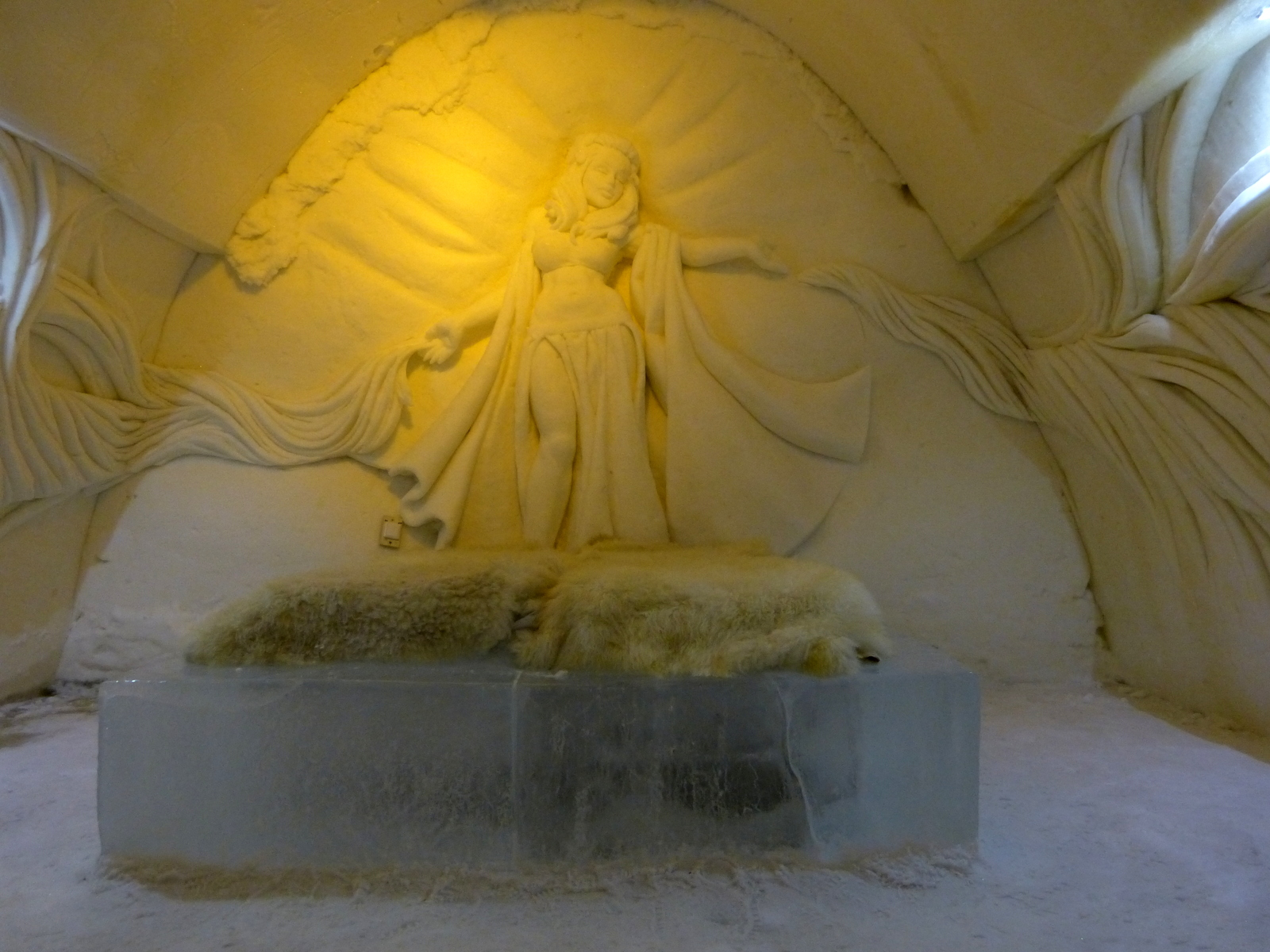
La suite de nuit de noces.
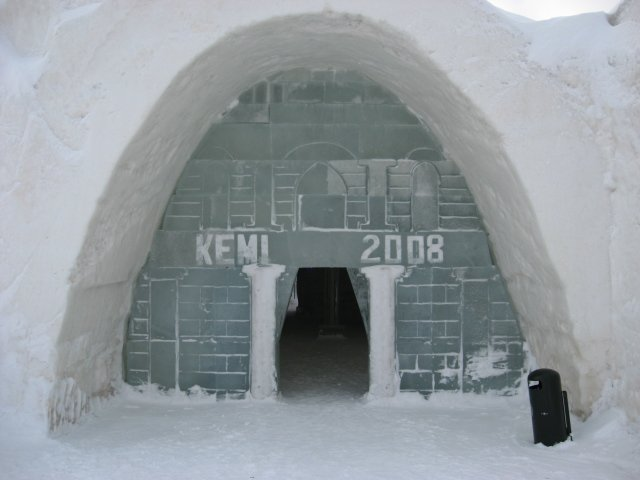
L'entrée du château en 2008.
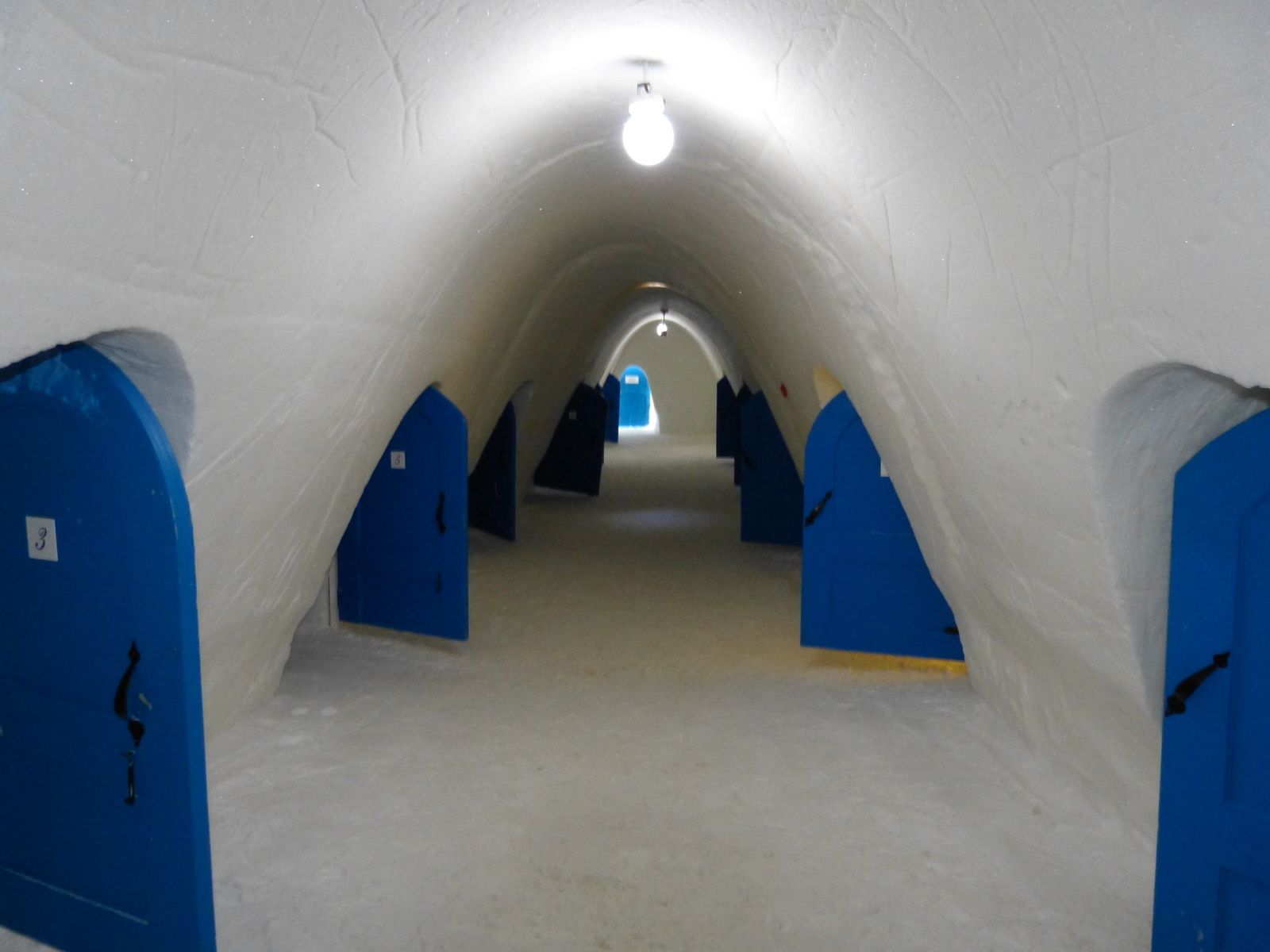
Les chambres de l'hôtel
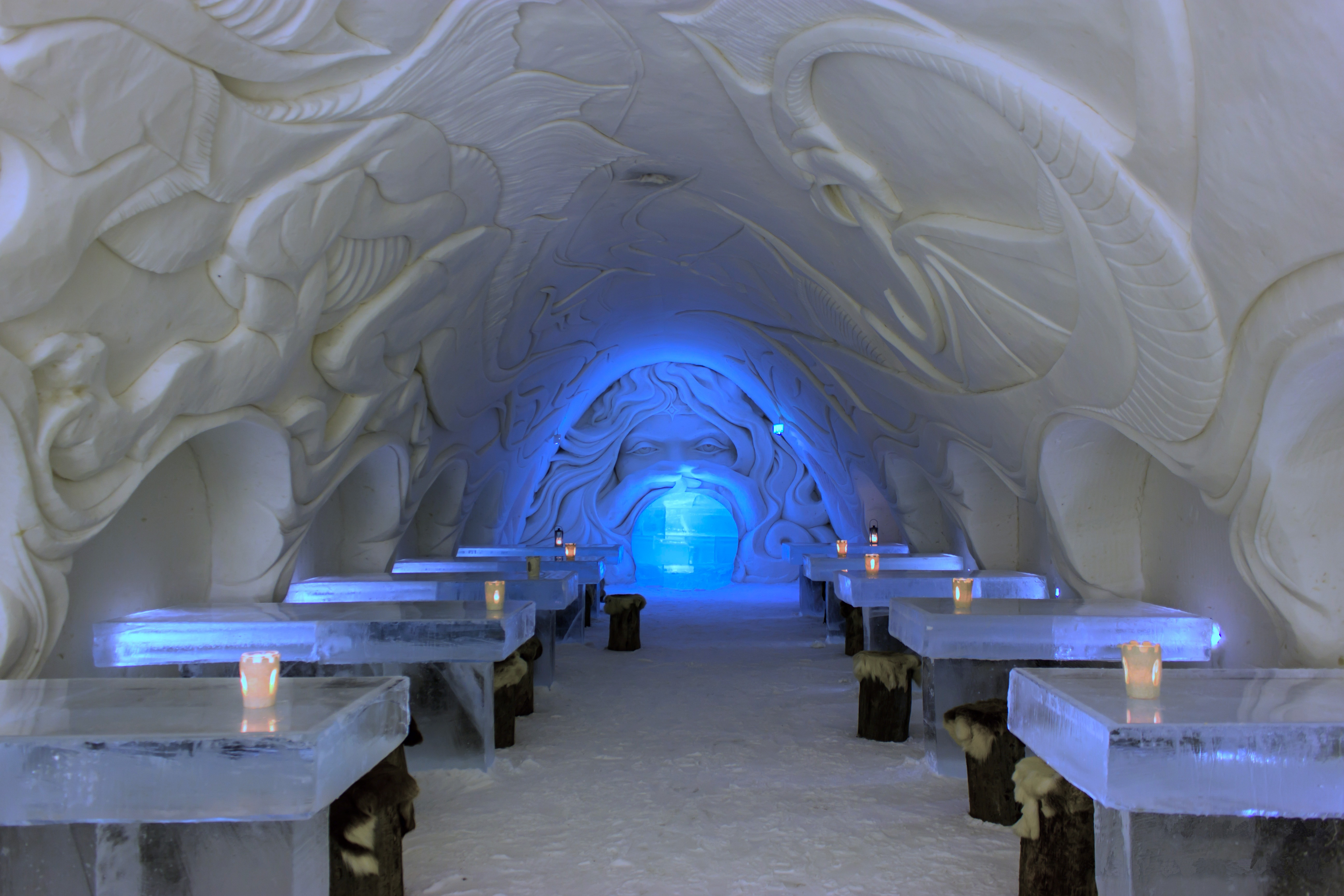
Salle à manger.